# Canon EOS 50D
Canon EOS 50D – półprofesjonalna lustrzanka cyfrowa japońskiej firmy Canon. Pochodzi z serii Canon EOS. Jej poprzednikiem jest Canon 40D, a następcą Canon 60D. Jej premiera miała miejsce 22 sierpnia 2008 roku. Posiada matrycę CMOS o rozdzielczości 15,1 megapikseli. Została wyposażona w procesor DIGIC IV, 3-calowy ekran LCD oraz tryb Live View. Obsługuje obiektywy typu EF i EF-S. Jej migawka ma żywotność ok. 100 tysięcy zdjęć.